# Votická vrchovina
Votická vrchovina je geomorfologický podcelek v celku Vlašimská pahorkatina. Celek je součástí podsoustavy Středočeská pahorkatina.
Nejvyšším bodem vrchoviny je Javorová skála (723 m n. m.). Nejvyšší partie Votické vrchoviny bývají označovány laickými, avšak hluboce zakořeněnými názvy, jako je Česká Sibiř (na východě území), Český Merán (na Sedlecko-Prčicku) a Čertova hrbatina (na západě území). Reliéf vrchoviny, který dotváří zlomové svahy, se vyvinul na území nejvyššího vyklenutí středočeské megaantiklinály. Nalezneme zde jak strukturní hřbety, suky a ruwary, tak skalní tvary tropického a mrazového zvětrávání.
Vrchovina tvoří výrazný předěl mezi středními a jižními Čechami, historicky vždy byla i hranicí mezi Pražskou a Budějovickou diecézí. Severní svahy jsou odvodňovány potoky Brzinou, Sedleckým potokem a Mastníkem do Vltavy a jižní svahy potoky Košínským, Vlásenickým a říčkou Smutnou a jejími přítoky do Lužnice; z východních svahů Miličínské vrchoviny odtéká voda menšími přítoky do řeky Blanice ústící do Sázavy. 
Fytogeograficky patří celek do chladnějšího mezofytika, tvoří dva specifické fytogeografické okresy Votická pahorkatina (42a) a Votická vrchovina (43). V zachovalé, lesnaté, kulturní krajině se rozkládají tři přírodní parky: Jistebnická vrchovina, Petrovicko a Džbány-Žebrák. 

## Členění na okrsky
- Nechvalická vrchovina
- Kovářovská vrchovina
- Sedlecká kotlina
- Jistebnická vrchovina
- Miličínská vrchovina

## Charakteristika okrsků

### Nechvalická vrchovina
Nechvalická vrchovina představuje severní křídlo středočeské megaantiklinály. Obdobně jako v sousední Kovářovské vrchovině se i zde nacházejí samostatné žokovité balvany (např. Husova kazatelna či Vrškámen) a kamenná stáda. Balvany často nesou stopy terciérního tropického zvětrávání v podobě povrchových tvarů – skalních mís, žlábkových škrapů, tafoni apod. Nechvalická vrchovina je směrem na jih omezena nenápadnou Sedleckou kotlinou.
Nechvalická vrchovina je dále členěna na podokrsky:
- Petrovická kotlina (Hůrka 478,4 m n. m.)
- Nedrahovická vrchovina (kóta 568,8 m n. m.)
- Martinická vrchovina (Kopanina 591,8 m n. m.)

### Kovářovská vrchovina
Kovářovská vrchovina se dále člení na podokrsky:
- Předbořická vrchovina (Bučina 541,9)
- Hrazanská vrchovina (Zběžnice 608,4)
- Přeborovská vrchovina (kóta 561,5)

### Sedlecká kotlina
Sedlecká kotlina je sníženina tektonického původu, jíž protéká Sedlecký potok. Sedlecká kotlina se již dále nečlení. Nejvyšším vrchem okrsku je Porostlý (514 m n. m.), v jehož západním úpatí se nachází starý zatopený žulový lom.

### Jistebnická vrchovina
Jižně od Sedlecké kotliny se zvedají prudké severní svahy Jistebnické vrchoviny. Okrsek Jistebnická vrchovina představuje temeno středočeské megaantiklinály, která, na rozdíl od severní části, spadá k jihu velice pozvolna. Zatímco náhorní plošiny vrchoviny zasahují pouze do výšek 600–650 m n. m., nejvyšší vrcholy překračují hranici 700 m n. m. (Javorová skála 723 m n. m., Čertovo břemeno 714 m n. m. a Kozlov 709 m n. m.). Na celém hřebeni protaženém ve východozápadním směru se nachází četné tvary mrazového zvětrávání (např. mrazové sruby či kamenná moře).
Jistebnická vrchovina se dále člení na podokrsky:
- Chyšecká vrchovina (Javorová skála 722,6 m n. m.)
- Ratibořská vrchovina (Králov 671,6 m n. m.)
- Dehetnická vrchovina (Dehetník 680 m n. m.)

### Miličínská vrchovina
Miličínská vrchovina je dále členěna na podokrsky:
- Budenínská vrchovina (Džbány 688,2 m n. m.)
- Mezivratská vrchovina (Mezivrata 713,3 m n. m.)
- Střezimířská pahorkatina (kóta 670 m n. m.)